# KAS Eupen in het seizoen 2018/19
Dit artikel beschrijft de prestaties van de Belgische voetbalclub KAS Eupen in het seizoen 2018–2019.

## Spelerskern
| Nr.           | Naam                      | Nat.                           | Geboortedatum | Competitie | Competitie | Beker | Beker | Totaal | Totaal | Vorige club            |
|               |                           |                                |               | W          |            | W     |       | W      |        |                        |
| ------------- | ------------------------- | ------------------------------ | ------------- | ---------- | ---------- | ----- | ----- | ------ | ------ | ---------------------- |
| Keepers       |                           |                                |               |            |            |       |       |        |        |                        |
| 1             | Hendrik Van Crombrugge    | Vlag van België                | 30-04-1993    | 37         | 0          | 0     | 0     | 37     | 0      | Sint-Truidense VV      |
| 30            | Babacar Niasse            | Vlag van Senegal               | 20-12-1996    | 3          | 0          | 3     | 0     | 6      | 0      | Aspire Academy         |
| 33            | Abdul Nurudeen            | Vlag van Ghana                 | 08-02-1999    | 0          | 0          | 0     | 0     | 0      | 0      | Aspire Academy         |
| Verdedigers   |                           |                                |               |            |            |       |       |        |        |                        |
| 2             | Ibrahim Diallo            | Vlag van Mali                  | 12-08-1996    | 0          | 0          | 0     | 0     | 0      | 0      | Valencia CF            |
| 3             | Cheick Keita              | Vlag van Mali                  | 16-04-1996    | 24         | 2          | 0     | 0     | 24     | 2      | Birmingham City        |
| 4             | Jordan Lotiès             | Vlag van Frankrijk             | 05-08-1984    | 9          | 1          | 2     | 1     | 11     | 2      | Dijon FCO              |
| 5             | Diawandou Diagne          | Vlag van Senegal               | 28-07-1994    | 2          | 0          | 3     | 0     | 5      | 0      | FC Barcelona B         |
| 7             | Julian Schauerte          | Vlag van Duitsland             | 02-04-1988    | 5          | 0          | 3     | 0     | 8      | 0      | Fortuna Düsseldorf     |
| 14            | Alessio Castro-Montes     | Vlag van België                | 17-05-1997    | 22         | 2          | 2     | 0     | 24     | 2      | Sint-Truidense VV      |
| 17            | Carlos Martínez(1)        | Vlag van Costa Rica            | 30-03-1999    | 0          | 0          | 0     | 0     | 0      | 0      | Aspire Academy         |
| 22            | Siebe Blondelle           | Vlag van België                | 20-04-1986    | 37         | 2          | 1     | 0     | 38     | 2      | Waasland-Beveren       |
| 24            | Silas Gnaka               | Vlag van Ivoorkust             | 18-12-1998    | 33         | 0          | 1     | 0     | 34     | 0      | Aspire Academy         |
| 25            | Rocky Bushiri             | Vlag van België                | 30-11-1999    | 31         | 0          | 2     | 1     | 33     | 1      | KV Oostende            |
| 26            | Morteza Pouraliganji(1)   | Vlag van Iran                  | 19-04-1992    | 6          | 2          | 1     | 0     | 7      | 2      | Al-Sadd                |
| 29            | Souleymane Aw             | Vlag van Senegal               | 05-04-1999    | 0          | 0          | 0     | 0     | 0      | 0      | KSV Roeselare          |
| 44            | Xavi Molina               | Vlag van Spanje                | 19-07-1986    | 25         | 2          | 1     | 0     | 26     | 0      | Gimnàstic de Tarragona |
| Middenvelders |                           |                                |               |            |            |       |       |        |        |                        |
| 6             | Rémi Mulumba              | Vlag van Congo-Kinshasa        | 02-11-1992    | 19         | 0          | 2     | 1     | 21     | 1      | Gazélec FCO Ajaccio    |
| 8             | Jean Thierry Lazare Amani | Vlag van Ivoorkust             | 07-03-1998    | 28         | 1          | 1     | 0     | 29     | 1      | Aspire Academy         |
| 10            | Luis García Fernández     | Vlag van Spanje                | 06-02-1981    | 35         | 8          | 0     | 0     | 35     | 8      | Real Zaragoza          |
| 11            | Mégan Laurent             | Vlag van België                | 24-03-1992    | 10         | 0          | 3     | 1     | 13     | 1      | Lierse SK              |
| 13            | Sibiry Keita(2)           | Vlag van Mali                  | 30-01-2001    | 2          | 0          | 0     | 0     | 2      | 0      | Aspire Academy         |
| 15            | Sulayman Marreh           | Vlag van Gambia                | 15-01-1996    | 29         | 1          | 1     | 0     | 30     | 1      | Watford FC             |
| 18            | Nils Schouterden          | Vlag van België                | 14-12-1988    | 13         | 1          | 3     | 0     | 16     | 1      | KV Mechelen            |
| 28            | Eric Ocansey              | Vlag van Ghana                 | 22-08-1997    | 31         | 2          | 1     | 0     | 32     | 2      | Aspire Academy         |
| 77            | Danijel Milicevic         | Vlag van Bosnië en Herzegovina | 05-01-1986    | 20         | 0          | 1     | 0     | 21     | 0      | AA Gent                |
| Aanvallers    |                           |                                |               |            |            |       |       |        |        |                        |
| 9             | David Pollet              | Vlag van België                | 12-08-1988    | 19         | 0          | 2     | 0     | 21     | 0      | Sporting Charleroi     |
| 17            | Youssef Msakni(2)         | Vlag van Tunesië               | 28-10-1990    | 13         | 3          | 0     | 0     | 13     | 3      | Al-Duhail SC           |
| 19            | Florian Raspentino(3)     | Vlag van Frankrijk             | 06-06-1989    | 4          | 0          | 0     | 0     | 4      | 0      | SC Bastia              |
| 20            | Yuta Toyokawa             | Vlag van Japan                 | 09-09-1994    | 38         | 9          | 0     | 0     | 38     | 9      | Kashima Antlers        |
| 21            | Moussa Diallo             | Vlag van België                | 20-11-1990    | 0          | 0          | 0     | 0     | 0      | 0      | Solières Sport         |
| 23            | Samuel Essende            | Vlag van Frankrijk             | 23-01-1998    | 16         | 0          | 3     | 0     | 19     | 0      | Paris Saint-Germain    |
| 25            | Miguel Musset Quintais    | Vlag van Portugal              | 12-12-1998    | 0          | 0          | 1     | 0     | 1      | 0      | eigen jeugd            |
| 31            | Yvan Yagan                | Vlag van Armenië               | 11-10-1989    | 5          | 0          | 3     | 1     | 8      | 1      | Lierse SK              |
| 34            | Konan N'Dri(2)            | Vlag van Ivoorkust             | 27-10-2000    | 9          | 0          | 0     | 0     | 9      | 0      | Aspire Academy         |
| 70            | Mamadou Fall              | Vlag van Senegal               | 31-12-1991    | 33         | 4          | 1     | 0     | 34     | 4      | Sporting Charleroi     |

- = aanvoerder

(1) enkel eerste seizoenshelft bij KAS Eupen; zie wintertransfers uitgaand

(2) enkel tweede seizoenshelft bij KAS Eupen; zie wintertransfers inkomend 

(3) Raspentino kwam tot eind augustus 2018 voor KAS Eupen uit en vertrok dan naar Valenciennes FC

### Technische staf
|                 |                        |               |
| Functie         | Naam                   | Nationaliteit |
| Coach           | Claude Makélélé (foto) | Frankrijk     |
| Assistent-coach | Manel Expósito         | Spanje        |
| Conditietrainer | Raphaël Fevre          | België        |
| Keeperstrainer  | Christoph Semmler      | Duitsland     |
| Teammanager     | Michael Radermacher    | België        |

## Bestuur
| Functie              | Naam                     | Nationaliteit |
| -------------------- | ------------------------ | ------------- |
| Voorzitter           | Tariq Abdulaziz Al Naama | Qatar         |
| Sportief directeur   | Josep Colomer            | Spanje        |
| Algemeen directeur   | Christoph Henkel         | België        |
| Hoofd jeugdopleiding | Ralph Thomassen          | België        |

## Transfers

### Zomer
| Naam                 | Nat.                           | Van / Naar             | Bedrag / Type        |
| -------------------- | ------------------------------ | ---------------------- | -------------------- |
| Inkomend             |                                |                        |                      |
| Xavi Molina          | Vlag van Spanje                | Gimnàstic de Tarragona | Transfervrij         |
| Julian Schauerte     | Vlag van Duitsland             | Fortuna Düsseldorf     | Transfervrij         |
| Yvan Yagan           | Vlag van Armenië               | Lierse SK              | Transfervrij         |
| Morteza Pouraliganji | Vlag van Iran                  | Al-Sadd                | Transfervrij         |
| Mégan Laurent        | Vlag van België                | Lierse SK              | Transfervrij         |
| David Pollet         | Vlag van België                | Sporting Charleroi     | Gehuurd              |
| Samuel Essende       | Vlag van Frankrijk             | Paris Saint-Germain    | Gehuurd              |
| Mamadou Fall         | Vlag van Senegal               | Sporting Charleroi     | Gehuurd              |
| Sulayman Marreh      | Vlag van Gambia                | Watford FC             | Gehuurd              |
| Danijel Milicevic    | Vlag van Bosnië en Herzegovina | AA Gent                | Transfersom onbekend |
| Cheick Keita         | Vlag van Mali                  | Birmingham City        | Gehuurd              |
| Rocky Bushiri        | Vlag van België                | KV Oostende            | Gehuurd              |
| Mario Ortiz          | Vlag van Spanje                | Cultural Leonesa       | Einde huur           |
| Souleymane Aw        | Vlag van Senegal               | KSV Roeselare          | Einde huur           |
| Nicolas Verdier      | Vlag van Frankrijk             | KV Mechelen            | Einde huur           |
| Uitgaand             |                                |                        |                      |
| Moussa Wagué         | Vlag van Senegal               | FC Barcelona B         | €5.000.000           |
| Marc Valiente        | Vlag van Spanje                | Partizan Belgrado      | Transfervrij         |
| Mbaye Leye           | Vlag van Senegal               | Royal Excel Moeskroen  | Transfervrij         |
| Mario Ortiz          | Vlag van Spanje                | CF Reus Deportiu       | Transfervrij         |
| Florian Raspentino   | Vlag van Frankrijk             | Valenciennes FC        | Transfervrij         |
| Damien Mouchamps     | Vlag van België                | RFC Luik               | Transfervrij         |
| Nicolas Verdier      | Vlag van Frankrijk             | Stade Lavallois        | Transfervrij         |
| Mickaël Tirpan       | Vlag van België                | Sporting Lokeren       | Transfersom onbekend |
| Odeni George         | Vlag van Nigeria               | zonder club            | /                    |
| Mamadou Koné         | Vlag van Ivoorkust             | CD Leganés             | Einde huur           |
| Mathieu Peybernes    | Vlag van Frankrijk             | FC Lorient             | Einde huur           |

### Winter
| Naam                 | Nat.                | Van / Naar     | Bedrag / Type        |
| -------------------- | ------------------- | -------------- | -------------------- |
| Inkomend             |                     |                |                      |
| Youssef Msakni       | Vlag van Tunesië    | Al-Duhail SC   | Gehuurd              |
| Salah Zakaria Hassan | Vlag van Qatar      | Al-Wakrah SC   | Gehuurd              |
| Sibiry Keita         | Vlag van Mali       | Aspire Academy | Transfervrij         |
| Konan N'Dri          | Vlag van Ivoorkust  | Aspire Academy | Transfervrij         |
| Uitgaand             |                     |                |                      |
| Morteza Pouraliganji | Vlag van Iran       | Al-Arabi       | Transfersom onbekend |
| Carlos Martínez      | Vlag van Costa Rica | CS Herediano   | Huur                 |

## Jupiler Pro League

### Wedstrijden

#### Reguliere competitie
| Wedstrijddetails                                              | Thuisploeg                                                          | Uitslag                     | Uitploeg                                          | Opstelling | Kaarten                                                |
| ------------------------------------------------------------- | ------------------------------------------------------------------- | --------------------------- | ------------------------------------------------- | --- | ------------------------------------------------------ |
| Heenronde                                                     |                                                                     |                             |                                                   | |                                                        |
| 29 juli 2018 14:30 Jan Breydelstadion Brugge                  | Club Brugge                                                         | 5 – 2                       | KAS Eupen                                         | Van Crombrugge C.Keita, Blondelle (46' Lazare), Molina, Schauerte Mulumba, Laurent, García Yagan (55' Toyokawa), Pollet (65' Raspentino), Ocansey            | 23' Bastien 61' Mulumba 87' Molina 88' Mulumba         |
| 29 juli 2018 14:30 Jan Breydelstadion Brugge                  | 6' Wesley 24' Vossen (pen.) 25' Wesley 53' Vossen 89' Vossen (pen.) | 1–0 2–0 3–0 4–0 4–1 4–2 5–2 | 70' Ocansey 73' García (pen.)                     | Van Crombrugge C.Keita, Blondelle (46' Lazare), Molina, Schauerte Mulumba, Laurent, García Yagan (55' Toyokawa), Pollet (65' Raspentino), Ocansey            | 23' Bastien 61' Mulumba 87' Molina 88' Mulumba         |
| 4 augustus 2018 18:00 Kehrwegstadion Eupen                    | KAS Eupen                                                           | 1 – 4                       | Sporting Charleroi                                | Van Crombrugge C.Keita, Blondelle (81' Raspentino), Molina, Schauerte García , Lazare (59' Laurent), Milicevic Toyokawa, Pollet, Ocansey                     | 50' Ocansey 90'+1' Laurent                             |
| 4 augustus 2018 18:00 Kehrwegstadion Eupen                    | 10' Martos (own)                                                    | 1–0 1–1 1–2 1–3 1–4         | 23' Molina (own) 33' Rezaei 80' Perbet 83' Rezaei | Van Crombrugge C.Keita, Blondelle (81' Raspentino), Molina, Schauerte García , Lazare (59' Laurent), Milicevic Toyokawa, Pollet, Ocansey                     | 50' Ocansey 90'+1' Laurent                             |
| 11 augustus 2018 20:00 Regenboogstadion Waregem               | Zulte Waregem                                                       | 4 – 0                       | KAS Eupen                                         | Van Crombrugge Molina, Blondelle, Mulumba C.Keita, Diagne (46' Ocansey), Milicevic (72' Laurent), García , Schauerte Toyokawa, Pollet (60' Raspentino)       | 38' C.Keita 53' Mulumba 66' Raspentino                 |
| 11 augustus 2018 20:00 Regenboogstadion Waregem               | 35' Buffel 38' Buffel 56' Faik 90+2' Marcq                          | 1–0 2–0 3–0 4–0             |                                                   | Van Crombrugge Molina, Blondelle, Mulumba C.Keita, Diagne (46' Ocansey), Milicevic (72' Laurent), García , Schauerte Toyokawa, Pollet (60' Raspentino)       | 38' C.Keita 53' Mulumba 66' Raspentino                 |
| 19 augustus 2018 20:00 Kehrwegstadion Eupen                   | KAS Eupen                                                           | 2 – 3                       | KAA Gent                                          | Van Crombrugge Gnaka, Blondelle, Molina, Schauerte García , Lazare C.Keita (81' Raspentino), Toyokawa (66' Ocansey), Milicevic Pollet                        | 76' C.Keita 90+1' Blondelle                            |
| 19 augustus 2018 20:00 Kehrwegstadion Eupen                   | 5' Toyokawa 84' García                                              | 1–0 1–1 1–2 2–2 2–3         | 7' Odjidja-Ofoe 9' Rosted 90+2' Verstraete (pen.) | Van Crombrugge Gnaka, Blondelle, Molina, Schauerte García , Lazare C.Keita (81' Raspentino), Toyokawa (66' Ocansey), Milicevic Pollet                        | 76' C.Keita 90+1' Blondelle                            |
| 25 augustus 2018 20:00 Le Canonnier Moeskroen                 | Royal Excel Moeskroen                                               | 0 – 1                       | KAS Eupen                                         | Van Crombrugge Gnaka, Blondelle, Bushiri, Molina García , Lazare C.Keita, Toyokawa (80' Laurent), Milicevic (63' Essende) Pollet (72' Mulumba)               | 13' C.Keita 43' Lazare 62' Bushiri 81' Van Crombrugge  |
| 25 augustus 2018 20:00 Le Canonnier Moeskroen                 |                                                                     | 0–1                         | 29' C.Keita                                       | Van Crombrugge Gnaka, Blondelle, Bushiri, Molina García , Lazare C.Keita, Toyokawa (80' Laurent), Milicevic (63' Essende) Pollet (72' Mulumba)               | 13' C.Keita 43' Lazare 62' Bushiri 81' Van Crombrugge  |
| 1 september 2018 18:00 Kehrwegstadion Eupen                   | KAS Eupen                                                           | 2 – 1                       | Standard Luik                                     | Van Crombrugge Gnaka, Blondelle, Bushiri, Molina Mulumba (55' Laurent), García , Lazare C.Keita (73' Milicevic), Pollet (41' Ocansey), Toyokawa              | 30' C.Keita                                            |
| 1 september 2018 18:00 Kehrwegstadion Eupen                   | 85' Toyokawa 88' Luyindawa (own)                                    | 0–1 1–1 2–1                 | 9' Emond                                          | Van Crombrugge Gnaka, Blondelle, Bushiri, Molina Mulumba (55' Laurent), García , Lazare C.Keita (73' Milicevic), Pollet (41' Ocansey), Toyokawa              | 30' C.Keita                                            |
| 15 september 2018 20:00 Freethielstadion Beveren              | Waasland-Beveren                                                    | 0 – 0                       | KAS Eupen                                         | Van Crombrugge Gnaka, Bushiri, Pouraliganji (78' Blondelle), Molina Lazare (68' Laurent), Marreh, García Fall, Toyokawa, Ocansey (87' Pollet)                | 33' Bushiri 54' Ocansey                                |
| 15 september 2018 20:00 Freethielstadion Beveren              |                                                                     |                             |                                                   | Van Crombrugge Gnaka, Bushiri, Pouraliganji (78' Blondelle), Molina Lazare (68' Laurent), Marreh, García Fall, Toyokawa, Ocansey (87' Pollet)                | 33' Bushiri 54' Ocansey                                |
| 22 september 2018 20:00 Kehrwegstadion Eupen                  | KAS Eupen                                                           | 1 – 2                       | KV Oostende                                       | Van Crombrugge Gnaka, Bushiri, Pouraliganji, Molina Marreh, García Fall (46' Lazare), Milicevic (70' Yagan), Ocansey Pollet (46' Toyokawa)                   | 43' Ocansey 61' Bushiri 90+2' Yagan 90+5' Pouraliganji |
| 22 september 2018 20:00 Kehrwegstadion Eupen                  | 59' García                                                          | 0–1 1–1 1–2                 | 13' Sakala 63' Zivkovic                           | Van Crombrugge Gnaka, Bushiri, Pouraliganji, Molina Marreh, García Fall (46' Lazare), Milicevic (70' Yagan), Ocansey Pollet (46' Toyokawa)                   | 43' Ocansey 61' Bushiri 90+2' Yagan 90+5' Pouraliganji |
| 28 september 2018 20:30 Guldensporenstadion Kortrijk          | KV Kortrijk                                                         | 1 – 3                       | KAS Eupen                                         | Van Crombrugge Gnaka, Bushiri, Pouraliganji, Molina Lazare, Marreh, García Fall (75' Laurent), Toyokawa (79' Pollet), Ocansey (69' Blondelle)                | 27' Ocansey 40' García                                 |
| 28 september 2018 20:30 Guldensporenstadion Kortrijk          | 6' Stojanovic                                                       | 0–1 1–1 1–2 1–3             | 3' Pouraliganji 24' Molina 47' García (pen.)      | Van Crombrugge Gnaka, Bushiri, Pouraliganji, Molina Lazare, Marreh, García Fall (75' Laurent), Toyokawa (79' Pollet), Ocansey (69' Blondelle)                | 27' Ocansey 40' García                                 |
| 6 oktober 2018 18:00 Kehrwegstadion Eupen                     | KAS Eupen                                                           | 1 – 2                       | Royal Antwerp FC                                  | Van Crombrugge Gnaka, Blondelle, Bushiri, Molina Marreh (63' Laurent), Lazare (86' Yagan), García Fall, Toyokawa, Ocansey (73' Essende)                      | 82' Bushiri 90+4' Laurent                              |
| 6 oktober 2018 18:00 Kehrwegstadion Eupen                     | 38' Fall                                                            | 1–0 1–1 1–2                 | 69' Refaelov 74' Rodrigues                        | Van Crombrugge Gnaka, Blondelle, Bushiri, Molina Marreh (63' Laurent), Lazare (86' Yagan), García Fall, Toyokawa, Ocansey (73' Essende)                      | 82' Bushiri 90+4' Laurent                              |
| 20 oktober 2018 20:30 Luminus Arena Genk                      | KRC Genk                                                            | 2 – 1                       | KAS Eupen                                         | Van Crombrugge Gnaka (82' Essende), Blondelle, Bushiri, Molina Mulumba (59' Lazare), Marreh, García C.Keita, Toyokawa (90+2' Lotiès), Fall                   | 45+1' Mulumba 70' Molina 90' Marreh 90+3' García       |
| 20 oktober 2018 20:30 Luminus Arena Genk                      | 18' Trossard 65' Trossard                                           | 1–0 2–0 2–1                 | 81' C.Keita                                       | Van Crombrugge Gnaka (82' Essende), Blondelle, Bushiri, Molina Mulumba (59' Lazare), Marreh, García C.Keita, Toyokawa (90+2' Lotiès), Fall                   | 45+1' Mulumba 70' Molina 90' Marreh 90+3' García       |
| 28 oktober 2018 18:00 Kehrwegstadion Eupen                    | KAS Eupen                                                           | 2 – 1                       | RSC Anderlecht                                    | Van Crombrugge Gnaka, Blondele, Bushiri, Molina Lazare (82' Lotiès), Marreh, García C.Keita, Toyokawa (78' Essende), Fall (73' Ocansey)                      | 84' Bushiri 90+2' Lotiès                               |
| 28 oktober 2018 18:00 Kehrwegstadion Eupen                    | 26' García 31' Toyokawa                                             | 1–0 2–0 2–1                 | 78' Santini                                       | Van Crombrugge Gnaka, Blondele, Bushiri, Molina Lazare (82' Lotiès), Marreh, García C.Keita, Toyokawa (78' Essende), Fall (73' Ocansey)                      | 84' Bushiri 90+2' Lotiès                               |
| 31 oktober 2018 20:30 Kehrwegstadion Eupen                    | KAS Eupen                                                           | 2 – 0                       | Cercle Brugge                                     | Van Crombrugge Gnaka, Blondelle, Lotiès, Molina Lazare (85' Milicevic), Marreh, García C.Keita (71' Ocansey), Toyokawa (64' Pollet), Fall                    | 20' C.Keita 90' Lotiès                                 |
| 31 oktober 2018 20:30 Kehrwegstadion Eupen                    | 90+2' García 90+4' Ueda (own)                                       | 1–0 2–0                     |                                                   | Van Crombrugge Gnaka, Blondelle, Lotiès, Molina Lazare (85' Milicevic), Marreh, García C.Keita (71' Ocansey), Toyokawa (64' Pollet), Fall                    | 20' C.Keita 90' Lotiès                                 |
| 4 november 2018 20:00 Daknamstadion Lokeren                   | KSC Lokeren                                                         | 2 – 0                       | KAS Eupen                                         | Van Crombrugge Gnaka, Blondelle, Bushiri, Molina Marreh, Lazare (67' Essende), García Ocansey (46' Pollet), Toyokawa (58' Milicevic), Fall                   |                                                        |
| 4 november 2018 20:00 Daknamstadion Lokeren                   | 10' Marecek 11' Miric                                               | 1–0 2–0                     |                                                   | Van Crombrugge Gnaka, Blondelle, Bushiri, Molina Marreh, Lazare (67' Essende), García Ocansey (46' Pollet), Toyokawa (58' Milicevic), Fall                   |                                                        |
| 10 november 2018 20:00 Kehrwegstadion Eupen                   | KAS Eupen                                                           | 1 – 4                       | Sint-Truidense VV                                 | Van Crombrugge Gnaka, Bushiri, Lotiès, Molina Lazare (46' Pollet), Marreh, García C.Keita (65' Milicevic), Toyokawa (65' Ocansey), Fall                      | 24' Bushiri 58' Marreh 66' Molina                      |
| 10 november 2018 20:00 Kehrwegstadion Eupen                   | 64' García                                                          | 0–1 0–2 0–3 1–3 1–4         | 13' Kamada 44' De Norre 55' Kamada 80' Boli       | Van Crombrugge Gnaka, Bushiri, Lotiès, Molina Lazare (46' Pollet), Marreh, García C.Keita (65' Milicevic), Toyokawa (65' Ocansey), Fall                      | 24' Bushiri 58' Marreh 66' Molina                      |
| 24 november 2018 18:00 Maurice Dufrasnestadion Luik           | Standard Luik                                                       | 3 – 0                       | KAS Eupen                                         | Van Crombrugge Gnaka, Blondelle, Bushiri (46' Milicevic), Molina Mulumba, Marreh, García Ocansey (62' Yagan), Pollet (66' Toyokawa), Fall                    | 16' Bushiri 56' Mulumba                                |
| 24 november 2018 18:00 Maurice Dufrasnestadion Luik           | 19' Kosanovic 39' Mpoku (pen.) 79' Mpoku                            | 1–0 2–0 3–0                 |                                                   | Van Crombrugge Gnaka, Blondelle, Bushiri (46' Milicevic), Molina Mulumba, Marreh, García Ocansey (62' Yagan), Pollet (66' Toyokawa), Fall                    | 16' Bushiri 56' Mulumba                                |
| 2 december 2018 20:00 Kehrwegstadion Eupen                    | KAS Eupen                                                           | 1 – 0                       | Waasland-Beveren                                  | Van Crombrugge Gnaka, Blondelle, Bushiri, Molina Lazare (83' Lotiès), Marreh, García Ocansey, Toyokawa (79' Pollet), Fall (67' Schouterden)                  | 55' Molina 68' Toyokawa                                |
| 2 december 2018 20:00 Kehrwegstadion Eupen                    | 32' Toyokawa                                                        | 1–0                         |                                                   | Van Crombrugge Gnaka, Blondelle, Bushiri, Molina Lazare (83' Lotiès), Marreh, García Ocansey, Toyokawa (79' Pollet), Fall (67' Schouterden)                  | 55' Molina 68' Toyokawa                                |
| 9 december 2018 20:00 Ghelamco Arena Gent                     | KAA Gent                                                            | 2 – 0                       | KAS Eupen                                         | Van Crombrugge Gnaka, Blondelle, Pouraliganji, Castro-Montes Marreh C.Keita (74' Ocansey), Milicevic, García , Fall (74' Schouterden) Toyokawa (87' Essende) | 6' Marreh 29' Marreh 60' Toyokawa                      |
| 9 december 2018 20:00 Ghelamco Arena Gent                     | 12' Rosted 78' Bronn                                                | 1–0 2–0                     |                                                   | Van Crombrugge Gnaka, Blondelle, Pouraliganji, Castro-Montes Marreh C.Keita (74' Ocansey), Milicevic, García , Fall (74' Schouterden) Toyokawa (87' Essende) | 6' Marreh 29' Marreh 60' Toyokawa                      |
| 15 december 2018 20:00 Kehrwegstadion Eupen                   | KAS Eupen                                                           | 1 – 0                       | Royal Excel Moeskroen                             | Van Crombrugge Gnaka, Blondelle, Pouraliganji, Castro-Montes Mulumba, Lazare (54' Ocansey), García C.Keita (86' Schouterden), Toyokawa (76' Bushiri), Fall   | 86' C.Keita                                            |
| 15 december 2018 20:00 Kehrwegstadion Eupen                   | 58' Pouraliganji                                                    | 1–0                         |                                                   | Van Crombrugge Gnaka, Blondelle, Pouraliganji, Castro-Montes Mulumba, Lazare (54' Ocansey), García C.Keita (86' Schouterden), Toyokawa (76' Bushiri), Fall   | 86' C.Keita                                            |
| 23 december 2018 18:00 Kehrwegstadion Eupen                   | KAS Eupen                                                           | 0 – 2                       | KRC Genk                                          | Van Crombrugge Gnaka (82' Schouterden), Blondelle, Pouraliganji, Castro-Montes Marreh, García C.Keita (74' Milicevic), Fall, Ocansey Toyokawa (68' Essende)  | 39' Gnaka                                              |
| 23 december 2018 18:00 Kehrwegstadion Eupen                   |                                                                     | 0–1 0–2                     | 13' Samatta 20' Samatta                           | Van Crombrugge Gnaka (82' Schouterden), Blondelle, Pouraliganji, Castro-Montes Marreh, García C.Keita (74' Milicevic), Fall, Ocansey Toyokawa (68' Essende)  | 39' Gnaka                                              |
| 26 december 2018 14:30 Jan Breydelstadion Brugge              | Cercle Brugge                                                       | 0 – 1                       | KAS Eupen                                         | Van Crombrugge Gnaka, Blondelle, Bushiri, Castro-Montes Milicevic (79' C.Keita), Marreh, García Ocansey (84' Mulumba), Toyokawa (90' Essende), Fall          | 14' Blondelle 19' Ocansey 66' Fall                     |
| 26 december 2018 14:30 Jan Breydelstadion Brugge              |                                                                     | 0–1                         | 17' Fall                                          | Van Crombrugge Gnaka, Blondelle, Bushiri, Castro-Montes Milicevic (79' C.Keita), Marreh, García Ocansey (84' Mulumba), Toyokawa (90' Essende), Fall          | 14' Blondelle 19' Ocansey 66' Fall                     |
| 19 januari 2019 20:00 Kehrwegstadion Eupen                    | KAS Eupen                                                           | 4 – 1                       | KSC Lokeren                                       | Van Crombrugge Gnaka, Blondelle, Bushiri, Castro-Montes Marreh, Milicevic (84' Mulumba), García C.Keita (81' Msakni), Toyokawa (81' Pollet), Fall            | 30' Marreh                                             |
| 19 januari 2019 20:00 Kehrwegstadion Eupen                    | 5' Fall 40' Toyokawa 59' Blondelle 62' Blondelle                    | 1–0 2–0 3–0 4–0 4–1         | 65' Reznicek                                      | Van Crombrugge Gnaka, Blondelle, Bushiri, Castro-Montes Marreh, Milicevic (84' Mulumba), García C.Keita (81' Msakni), Toyokawa (81' Pollet), Fall            | 30' Marreh                                             |
| 27 januari 2019 18:00 Constant Vanden Stockstadion Anderlecht | RSC Anderlecht                                                      | 2 – 1                       | KAS Eupen                                         | Van Crombrugge Gnaka (87' Essende), Blondelle, Bushiri, Castro-Montes Marreh, Milicevic (67' Pollet), García C.Keita, Toyokawa (79' Msakni), Fall            | 79' Castro-Montes                                      |
| 27 januari 2019 18:00 Constant Vanden Stockstadion Anderlecht | 51' Verschaeren 65' Santini                                         | 0–1 1–1 2–1                 | 31' Fall                                          | Van Crombrugge Gnaka (87' Essende), Blondelle, Bushiri, Castro-Montes Marreh, Milicevic (67' Pollet), García C.Keita, Toyokawa (79' Msakni), Fall            | 79' Castro-Montes                                      |
| 3 februari 2019 20:00 Stayen Sint-Truiden                     | Sint-Truidense VV                                                   | 4 – 1                       | KAS Eupen                                         | Van Crombrugge Gnaka, Blondelle, Bushiri, Castro-Montes Laurent (84' Essende), Marreh, García (69' Mulumba) C.Keita (81' Msakni), Toyokawa, Fall             | 49' Marreh 63' Toyokawa 76' Mulumba                    |
| 3 februari 2019 20:00 Stayen Sint-Truiden                     | 19' Kamada 36' Boli 80' Boli 90+2' De Sart                          | 0–1 1–1 2–1 3–1 4–1         | 9' Toyokawa                                       | Van Crombrugge Gnaka, Blondelle, Bushiri, Castro-Montes Laurent (84' Essende), Marreh, García (69' Mulumba) C.Keita (81' Msakni), Toyokawa, Fall             | 49' Marreh 63' Toyokawa 76' Mulumba                    |
| 9 februari 2019 20:00 Kehrwegstadion Eupen                    | KAS Eupen                                                           | 0 – 1                       | KV Kortrijk                                       | Van Crombrugge Gnaka (82' Schouterden), Blondelle, Bushiri, Castro-Montes Milicevic (59' Msakni), Marreh, García C.Keita (68' Pollet), Toyokawa, Fall        | 48' Milicevic                                          |
| 9 februari 2019 20:00 Kehrwegstadion Eupen                    |                                                                     | 0–1                         | 43' Avenatti                                      | Van Crombrugge Gnaka (82' Schouterden), Blondelle, Bushiri, Castro-Montes Milicevic (59' Msakni), Marreh, García C.Keita (68' Pollet), Toyokawa, Fall        | 48' Milicevic                                          |
| 16 februari 2019 20:00 Versluys Arena Oostende                | KV Oostende                                                         | 1 – 1                       | KAS Eupen                                         | Van Crombrugge Gnaka, Blondelle, Bushiri, Castro-Montes C.Keita, Marreh, García , Fall (87' Lotiès) Toyokawa (81' Essende), Pollet (57' Schouterden)         | 45' C.Keita 82' C.Keita                                |
| 16 februari 2019 20:00 Versluys Arena Oostende                | 34' D'haese                                                         | 1–0 1–1                     | 77' Toyokawa                                      | Van Crombrugge Gnaka, Blondelle, Bushiri, Castro-Montes C.Keita, Marreh, García , Fall (87' Lotiès) Toyokawa (81' Essende), Pollet (57' Schouterden)         | 45' C.Keita 82' C.Keita                                |
| 23 februari 2019 18:00 Kehrwegstadion Eupen                   | KAS Eupen                                                           | 2 – 3                       | Zulte Waregem                                     | Van Crombrugge Gnaka (80' Essende), Blondelle, Bushiri, Molina Lazare (70' Msakni), Marreh, García Schouterden, Pollet (75' Castro-Montes), Fall             | 40' Marreh 51' Molina 74' Gnaka                        |
| 23 februari 2019 18:00 Kehrwegstadion Eupen                   | 9' Schouterden 90+5' García (pen.)                                  | 1–0 1–1 1–2 1–3 2–3         | 38' Harbaoui 65' Sylla 76' Harbaoui               | Van Crombrugge Gnaka (80' Essende), Blondelle, Bushiri, Molina Lazare (70' Msakni), Marreh, García Schouterden, Pollet (75' Castro-Montes), Fall             | 40' Marreh 51' Molina 74' Gnaka                        |
| 3 maart 2019 20:00 Bosuilstadion Antwerpen                    | Antwerp FC                                                          | 2 – 1                       | KAS Eupen                                         | Van Crombrugge Bushiri, Blondelle, Lotiès (88' C.Keita) Gnaka, Mulumba, Lazare (71' Schouterden), García , Castro-Montes Fall, Ocansey (76' N'Dri)           | 16' Lazare 89' Blondelle                               |
| 3 maart 2019 20:00 Bosuilstadion Antwerpen                    | 52' Owusu 83' Bolingi                                               | 1–0 1–1 2–1                 | 56' Ocansey                                       | Van Crombrugge Bushiri, Blondelle, Lotiès (88' C.Keita) Gnaka, Mulumba, Lazare (71' Schouterden), García , Castro-Montes Fall, Ocansey (76' N'Dri)           | 16' Lazare 89' Blondelle                               |
| 10 maart 2019 18:00 Kehrwegstadion Eupen                      | KAS Eupen                                                           | 0 – 4                       | Club Brugge                                       | Van Crombrugge Gnaka (69' Msakni), Lotiès (57' Lazare), Bushiri, Blondelle, Castro-Montes Mulumba, García , Marreh (46' Toyokawa) Fall, Ocansey              |                                                        |
| 10 maart 2019 18:00 Kehrwegstadion Eupen                      |                                                                     | 0–1 0–2 0–3 0–4             | 22' Vanaken 23' Diatta 45' Vormer 47' Vanaken     | Van Crombrugge Gnaka (69' Msakni), Lotiès (57' Lazare), Bushiri, Blondelle, Castro-Montes Mulumba, García , Marreh (46' Toyokawa) Fall, Ocansey              |                                                        |
| 17 maart 2019 18:00 Stade du Pays de Charleroi Charleroi      | Sporting Charleroi                                                  | 1 – 2                       | KAS Eupen                                         | Van Crombrugge Blondelle, Bushiri, Molina, Castro-Montes Mulumba, Msakni (84' Milicevic), García Ocansey (80' Lazare), Toyokawa (89' Essende), Fall          | 6' Fall                                                |
| 17 maart 2019 18:00 Stade du Pays de Charleroi Charleroi      | 44' Osimhen                                                         | 0–1 1–1 1–2                 | 7' Castro-Montes 52' Msakni                       | Van Crombrugge Blondelle, Bushiri, Molina, Castro-Montes Mulumba, Msakni (84' Milicevic), García Ocansey (80' Lazare), Toyokawa (89' Essende), Fall          | 6' Fall                                                |

#### Play-off II
| Wedstrijddetails                                       | Thuisploeg                                         | Uitslag             | Uitploeg                                 | Opstelling | Kaarten                                                                |
| ------------------------------------------------------ | -------------------------------------------------- | ------------------- | ---------------------------------------- | --- | ---------------------------------------------------------------------- |
| 30 maart 2019 20:00 Versluys Arena Oostende            | KV Oostende                                        | 1 – 2               | KAS Eupen                                | Van Crombrugge Gnaka, Blondelle, Bushiri, Molina Marreh, García Ocansey (87' Essende), Msakni, Fall (28' N'Dri) Toyokawa (81' Milicevic)           | 71' N'Dri                                                              |
| 30 maart 2019 20:00 Versluys Arena Oostende            | 44' Canesin                                        | 0–1 1–1 1–2         | 14' Msakni 62' Molina                    | Van Crombrugge Gnaka, Blondelle, Bushiri, Molina Marreh, García Ocansey (87' Essende), Msakni, Fall (28' N'Dri) Toyokawa (81' Milicevic)           | 71' N'Dri                                                              |
| 3 april 2019 20:30 Kehrwegstadion Eupen                | KAS Eupen                                          | 0 – 3               | KVC Westerlo                             | Van Crombrugge C.Keita, Blondelle, Molina (70' Lazare), Castro-Montes Marreh, García , Msakni, Milicevic (46' Gnaka), Ocansey (56' Yagan) Toyokawa | 68' Molina                                                             |
| 3 april 2019 20:30 Kehrwegstadion Eupen                |                                                    | 0–1 0–2 0–3         | 16' Van Eenoo (pen.) 32' Biset 55' Brüls | Van Crombrugge C.Keita, Blondelle, Molina (70' Lazare), Castro-Montes Marreh, García , Msakni, Milicevic (46' Gnaka), Ocansey (56' Yagan) Toyokawa | 68' Molina                                                             |
| 7 april 2019 20:00 Kehrwegstadion Eupen                | KAS Eupen                                          | 0 – 1               | Sporting Charleroi                       | Van Crombrugge Blondelle, Bushiri, Molina, Castro-Montes Lazare, Marreh, García Msakni (37' Schouterden), Toyokawa, Ocansey (85' N'Dri)            |                                                                        |
| 7 april 2019 20:00 Kehrwegstadion Eupen                |                                                    | 0–1                 | 90+1' Perbet                             | Van Crombrugge Blondelle, Bushiri, Molina, Castro-Montes Lazare, Marreh, García Msakni (37' Schouterden), Toyokawa, Ocansey (85' N'Dri)            |                                                                        |
| 13 april 2019 18:00 Olympisch Stadion Antwerpen        | KFCO Beerschot Wilrijk                             | 2 – 0               | KAS Eupen                                | Van Crombrugge Gnaka, Blondelle, Bushiri, Castro-Montes Lazare (70' Essende), Marreh, García Schouterden (60' N'Dri), Toyokawa, Ocansey            | 69' Marreh                                                             |
| 13 april 2019 18:00 Olympisch Stadion Antwerpen        | 28' Vanzeir 61' De Keersmaecker                    | 1–0 2–0             |                                          | Van Crombrugge Gnaka, Blondelle, Bushiri, Castro-Montes Lazare (70' Essende), Marreh, García Schouterden (60' N'Dri), Toyokawa, Ocansey            | 69' Marreh                                                             |
| 20 april 2019 20:30 Kehrwegstadion Eupen               | KAS Eupen                                          | 1 – 1               | Sint-Truidense VV                        | Van Crombrugge Gnaka, Blondelle, Bushiri, Castro-Montes García (90+4' Laurent), Mulumba, Marreh Lazare Toyokawa (61' N'Dri), Ocansey (88' C.Keita) | 24' Bushiri 46' Marreh                                                 |
| 20 april 2019 20:30 Kehrwegstadion Eupen               | 54' Castro-Montes                                  | 0–1 1–1             | 49' Kamada                               | Van Crombrugge Gnaka, Blondelle, Bushiri, Castro-Montes García (90+4' Laurent), Mulumba, Marreh Lazare Toyokawa (61' N'Dri), Ocansey (88' C.Keita) | 24' Bushiri 46' Marreh                                                 |
| 27 april 2019 20:00 't Kuipje Westerlo                 | KVC Westerlo                                       | 1 – 0               | KAS Eupen                                | Van Crombrugge Blondelle , Bushiri, Molina, Castro-Montes Lazare, Mulumba (65' Fall), S.Keita Msakni, N'Dri (65' C.Keita), Ocansey (77' Toyokawa)  | 19' Bushiri 22' Mulumba 45+1' Molina 61' Ocansey 68' Blondelle         |
| 27 april 2019 20:00 't Kuipje Westerlo                 | 32' Gboho                                          | 1–0                 |                                          | Van Crombrugge Blondelle , Bushiri, Molina, Castro-Montes Lazare, Mulumba (65' Fall), S.Keita Msakni, N'Dri (65' C.Keita), Ocansey (77' Toyokawa)  | 19' Bushiri 22' Mulumba 45+1' Molina 61' Ocansey 68' Blondelle         |
| 4 mei 2019 20:00 Kehrwegstadion Eupen                  | KAS Eupen                                          | 3 – 2               | KV Oostende                              | Van Crombrugge Gnaka, Blondelle , Bushiri, Castro-Montes Mulumba, Marreh Ocansey (68' Msakni), Lazare, Fall (90' N'Dri) Toyokawa                   | 76' Blondelle                                                          |
| 4 mei 2019 20:00 Kehrwegstadion Eupen                  | 31' Toyokawa 64' Toyokawa (pen.) 78' Msakni (pen.) | 1–0 1–1 2–1 2–2 3–2 | 45+1' De Sutter 77' Vanlerberghe (pen.)  | Van Crombrugge Gnaka, Blondelle , Bushiri, Castro-Montes Mulumba, Marreh Ocansey (68' Msakni), Lazare, Fall (90' N'Dri) Toyokawa                   | 76' Blondelle                                                          |
| 12 mei 2019 20:00 Stayen Sint-Truiden                  | Sint-Truidense VV                                  | 2 – 2               | KAS Eupen                                | Niasse Bushiri, Blondelle , Molina (69' C.Keita) Schouterden, Mulumba, Marreh (77'Diagne), Schauerte (78' Castro-Montes) Lazare Toyokawa, Fall     | 33' Mulumba 35' Blondelle 62' Marreh 63' Bushiri 64' Lazare 90' Lazare |
| 12 mei 2019 20:00 Stayen Sint-Truiden                  | 58' Sylla 69' Botaka                               | 0–1 1–1 2–1 2–2     | 23' Lazare 71' Marreh                    | Niasse Bushiri, Blondelle , Molina (69' C.Keita) Schouterden, Mulumba, Marreh (77'Diagne), Schauerte (78' Castro-Montes) Lazare Toyokawa, Fall     | 33' Mulumba 35' Blondelle 62' Marreh 63' Bushiri 64' Lazare 90' Lazare |
| 15 mei 2019 20:30 Kehrwegstadion Eupen                 | KAS Eupen                                          | 1 – 0               | KFCO Beerschot Wilrijk                   | Niasse Gnaka, Lotiès , Molina, Castro-Montes Mulumba, S.Keita Ocansey, Milicevic (82' Msakni), Fall (73' Schouterden) Toyokawa (85' N'Dri)         | 43' Molina                                                             |
| 15 mei 2019 20:30 Kehrwegstadion Eupen                 | 48' Lotiès                                         | 1–0                 |                                          | Niasse Gnaka, Lotiès , Molina, Castro-Montes Mulumba, S.Keita Ocansey, Milicevic (82' Msakni), Fall (73' Schouterden) Toyokawa (85' N'Dri)         | 43' Molina                                                             |
| 18 mei 2019 20:00 Stade du Pays de Charleroi Charleroi | Sporting Charleroi                                 | 2 – 0               | KAS Eupen                                | Niasse Gnaka (71' Essende), Blondelle , Bushiri, Castro-Montes Mulumba, Marreh (65' Schouterden) Ocansey (55' N'Dri), Lazare, Fall Toyokawa        | 40' Castro-Montes 52' Mulumba                                          |
| 18 mei 2019 20:00 Stade du Pays de Charleroi Charleroi | 49' Niane 68' Delfi                                | 1–0 2–0             |                                          | Niasse Gnaka (71' Essende), Blondelle , Bushiri, Castro-Montes Mulumba, Marreh (65' Schouterden) Ocansey (55' N'Dri), Lazare, Fall Toyokawa        | 40' Castro-Montes 52' Mulumba                                          |

### Overzicht

#### Reguliere competitie
| Speeldag  | 1  | 2  | 3  | 4  | 5  | 6  | 7  | 8  | 9  | 10 | 11 | 12 | 13 | 14 | 15 | 16 | 17 | 18 | 19 | 20 | 21 | 22 | 23 | 24 | 25 | 26 | 27 | 28 | 29 | 30 |
| --------- | -- | -- | -- | -- | -- | -- | -- | -- | -- | -- | -- | -- | -- | -- | -- | -- | -- | -- | -- | -- | -- | -- | -- | -- | -- | -- | -- | -- | -- | -- |
| Resultaat | v  | v  | v  | v  | w  | w  | g  | v  | w  | v  | v  | w  | w  | v  | v  | v  | w  | v  | w  | v  | w  | w  | v  | v  | v  | g  | v  | v  | v  | w  |
| Punten    | 0  | 0  | 0  | 0  | 3  | 6  | 7  | 7  | 10 | 10 | 10 | 13 | 16 | 16 | 16 | 16 | 19 | 19 | 22 | 22 | 25 | 28 | 28 | 28 | 28 | 29 | 29 | 29 | 29 | 32 |
| Positie   | 14 | 16 | 16 | 16 | 13 | 11 | 11 | 12 | 10 | 12 | 12 | 11 | 9  | 10 | 11 | 12 | 11 | 12 | 11 | 11 | 10 | 9  | 9  | 10 | 11 | 11 | 12 | 12 | 12 | 12 |

#### Play-off II A
| Speeldag  | 1 | 2 | 3 | 4 | 5 | 6 | 7 | 8 | 9  | 10 |
| --------- | - | - | - | - | - | - | - | - | -- | -- |
| Resultaat | w | v | v | v | g | v | w | g | w  | v  |
| Punten    | 3 | 3 | 3 | 3 | 4 | 4 | 7 | 8 | 11 | 11 |
| Positie   | 2 | 4 | 5 | 6 | 6 | 6 | 6 | 5 | 4  | 5  |

### Klassementen

#### Reguliere competitie
| Pos | Team               | Wed | W  | G  | V  | Ptn | DV | DT | +/− |      |
| --- | ------------------ | --- | -- | -- | -- | --- | -- | -- | --- | ---- |
| 9   | Sporting Charleroi | 30  | 12 | 6  | 12 | 42  | 43 | 43 | 0   | PO 2 |
| 10  | Excel Moeskroen    | 30  | 11 | 7  | 12 | 40  | 33 | 33 | 0   | PO 2 |
| 11  | SV Zulte Waregem   | 30  | 8  | 9  | 13 | 33  | 49 | 60 | −11 | PO 2 |
| 12  | KAS Eupen          | 30  | 10 | 2  | 18 | 32  | 34 | 57 | −23 | PO 2 |
| 13  | Cercle Brugge      | 30  | 7  | 7  | 16 | 28  | 35 | 59 | −24 | PO 2 |
| 14  | KV Oostende        | 30  | 6  | 9  | 15 | 27  | 29 | 52 | −23 | PO 2 |
| 15  | Waasland-Beveren   | 30  | 5  | 12 | 13 | 27  | 37 | 50 | −13 | PO 2 |

PO I: Play-off I, PO II: Play-off II, : Degradeert na dit seizoen naar eerste klasse B

#### Play-off II A
| Pos | Team               | Wed | W | G | V | Ptn | DV | DT | +/− |             |
| --- | ------------------ | --- | - | - | - | --- | -- | -- | --- | ----------- |
| 1   | Sporting Charleroi | 10  | 7 | 1 | 2 | 22  | 20 | 7  | +13 | Finale PO 2 |
| 2   | STVV               | 10  | 4 | 5 | 1 | 17  | 16 | 13 | +3  |             |
| 3   | KVC Westerlo       | 10  | 3 | 3 | 4 | 12  | 13 | 12 | +1  |             |
| 4   | KV Oostende        | 10  | 3 | 3 | 4 | 12  | 12 | 15 | −3  |             |
| 5   | KAS Eupen          | 10  | 3 | 2 | 5 | 11  | 9  | 15 | −6  |             |
| 6   | Beerschot Wilrijk  | 10  | 2 | 2 | 6 | 8   | 11 | 19 | −8  |             |

## Beker van België

### Wedstrijden
| Wedstrijddetails                                              | Thuisploeg                         | Uitslag         | Uitploeg                               | Opstelling | Kaarten                             |
| ------------------------------------------------------------- | ---------------------------------- | --------------- | -------------------------------------- | --- | ----------------------------------- |
| 1/16e finale                                                  |                                    |                 |                                        | |                                     |
| 25 september 2018 20:00 Kehrwegstadion Eupen                  | KAS Eupen                          | 3 – 0           | AFC Tubize                             | Niasse Schauerte, Lotiès, Gnaka (72' Schouterden), Blondelle Mulumba, Laurent, Diagne, Castro-Montes Yagan, Pollet (74' Essende)                         | 71' Laurent 84' Schouterden         |
| 25 september 2018 20:00 Kehrwegstadion Eupen                  | 10' Lotiès 37' Yagan 90+2' Laurent | 1–0 2–0 3–0     |                                        | Niasse Schauerte, Lotiès, Gnaka (72' Schouterden), Blondelle Mulumba, Laurent, Diagne, Castro-Montes Yagan, Pollet (74' Essende)                         | 71' Laurent 84' Schouterden         |
| 1/8e finale                                                   |                                    |                 |                                        | |                                     |
| 5 december 2018 20:00 Burgemeester Van de Wielestadion Deinze | KMSK Deinze (1Am)                  | 1 – 3           | KAS Eupen                              | Niasse Bushiri (55' Castro-Montes), Lotiès, Schauerte Diagne, Laurent (77' Lazare), Milicevic, Mulumba, Schouterden Essende, Yagan (90' Musset Quintais) | 17' Bushiri 43' Mulumba 49' Mulumba |
| 5 december 2018 20:00 Burgemeester Van de Wielestadion Deinze | 17' Mertens                        | 0–1 1–1 1–2 1–3 | 8' Bushiri 12' Mulumba 47' Boone (own) | Niasse Bushiri (55' Castro-Montes), Lotiès, Schauerte Diagne, Laurent (77' Lazare), Milicevic, Mulumba, Schouterden Essende, Yagan (90' Musset Quintais) | 17' Bushiri 43' Mulumba 49' Mulumba |
| 1/4e finale                                                   |                                    |                 |                                        | |                                     |
| 19 december 2018 20:00 Kehrwegstadion Eupen                   | KAS Eupen                          | 0 – 1           | KV Oostende                            | Niasse Molina, Bushiri, Pouraliganji Schouterden, Marreh, Diagne (80' Pollet), Schauerte (64' Laurent) Yagan (74' Fall), Ocansey Essende                 | 22' Essende 30' Yagan               |
| 19 december 2018 20:00 Kehrwegstadion Eupen                   |                                    | 0–1             | 73' Zivkovic                           | Niasse Molina, Bushiri, Pouraliganji Schouterden, Marreh, Diagne (80' Pollet), Schauerte (64' Laurent) Yagan (74' Fall), Ocansey Essende                 | 22' Essende 30' Yagan               |